# Csomósfarkú kakukkgalamb
A csomósfarkú kakukkgalamb (Macropygia unchall) a madarak osztályának galambalakúak (Columbiformes) rendjébe, a galambfélék (Columbidae) családjába tartozó faj.

## Rendszerezése
A fajt Johann Georg Wagler német ornitológus írta le 1827-ben, a Columba nembe Columba unchall néven.

## Alfajai
- Macropygia unchall minor Swinhoe, 1870
- Macropygia unchall tusalia (Blyth, 1843)
- Macropygia unchall unchall (Wagler, 1827)[2]

## Előfordulása
Délkelet-Ázsiában, Banglades, Bhután, Kambodzsa, Kína, India, Indonézia, Laosz, Malajzia, Mianmar, Nepál, Thaiföld és Vietnám területén honos.
Természetes élőhelyei a tűlevelű erdők és szubtrópusi és trópusi síkvidéki esőerdők, valamint ültetvények és vidéki kertek. Vonuló faj.

## Megjelenése
Testhossza 41 centiméter, testtömege 153–182 gramm.
|  |

## Életmódja
Magvakkal, gabonafélékkel, rügyekkel, hajtásokkal, makkokkal és bogyókkal táplálkozik.

## Természetvédelmi helyzete
Az elterjedési területe rendkívül nagy, egyedszáma pedig stabil. A Természetvédelmi Világszövetség Vörös listáján nem fenyegetett fajként szerepel.